# Список дипломатических представительств Беларуси
Список дипломатических представительств Республики Беларусь. Большинство дипломатических представительств Республики Беларусь находятся в странах СНГ и других европейских государствах. Это во многом обусловлено геополитическим положением страны. Тем не менее Беларусь укрепляет и расширяет дальнюю «внешнеполитическую дугу» союзников и партнёров в азиатском, латиноамериканском, ближневосточном и африканском регионах, выводит сотрудничество с её опорными точками на уровень стратегического партнёрства. Список дипломатических представительств Республики Беларусь представлен по состоянию на октябрь 2021 года.

## Европа
- Австрия, Вена (посольство)

- Азербайджан, Баку (посольство)

- Армения, Ереван (посольство)
- Бельгия, Брюссель (посольство)
- Болгария, София (посольство)
- Великобритания, Лондон (посольство)
- Венгрия, Будапешт (посольство)

- Германия: Берлин (посольство)
  - Мюнхен (генеральное консульство)
- Испания, Мадрид (посольство)
- Италия, Рим (посольство)
- Латвия: Рига (посольство)
  - Даугавпилс (генеральное консульство[бел.])
- Литва, Вильнюс (посольство)

- Молдова, Кишинёв (посольство)
- Нидерланды, Гаага (посольство)
- Польша: Варшава (посольство)
  - Белосток (генеральное консульство)
  - Бяла-Подляска (консульство)

- Россия: Москва (посольство)
  - Екатеринбург (отделение посольства)
  - Казань (отделение посольства)
  - Калининград (отделение посольства)
  - Красноярск (отделение посольства)
  - Нижний Новгород (отделение посольства)
  - Новосибирск (отделение посольства)
  - Ростов-на-Дону (отделение посольства)
  - Санкт-Петербург (отделение посольства)
  - Смоленск (отделение посольства)
  - Уфа (отделение посольства)
  - Хабаровск (отделение посольства)

- Румыния, Бухарест (посольство)
- Сербия, Белград (посольство)
- Словакия, Братислава (посольство)

- Украина, Киев (посольство)
- Финляндия, Хельсинки (посольство)
- Франция, Париж (посольство)
- Чехия, Прага (посольство)
- Швейцария, Берн (посольство)
- Швеция, Стокгольм (посольство)
- Эстония, Таллин (посольство)

## Америка
- Аргентина, Буэнос-Айрес (посольство)

- Бразилия, Бразилиа (посольство)
- Венесуэла, Каракас (посольство)
- Куба, Гавана (посольство)
- США: Вашингтон (посольство)
  - Нью-Йорк (генеральное консульство)
- Эквадор, Кито (посольство)

## Африка
- Египет, Каир (посольство)
- Кения, Найроби (посольство)
- Нигерия, Абуджа (посольство)
- ЮАР, Претория (посольство)

## Азия
- Вьетнам, Ханой (посольство)
- Израиль, Тель-Авив (посольство)
- Индия, Нью-Дели (посольство)
- Индонезия, Джакарта (посольство)
- Иран, Тегеран (посольство)

- Казахстан, Астана (посольство)
- Катар, Доха (посольство)
- Китай: Пекин (посольство)
  - Шанхай (генеральное консульство)
  - Гуанчжоу (генеральное консульство)
- Республика Корея, Сеул (посольство)
- Кыргызстан, Бишкек (посольство)
- Монголия, Улан-Батор (посольство)
- ОАЭ, Абу-Даби (посольство)
- Пакистан, Исламабад (посольство)
- Сирия, Дамаск (посольство)
- Таджикистан, Душанбе (посольство)
- Туркменистан, Ашхабад (посольство)
- Турция: Анкара (посольство)
  - Стамбул (генеральное консульство)
- Узбекистан, Ташкент (посольство)
- Япония, Токио (посольство)

## Представительства в международных организациях
- Брюссель (постоянное представительство при Европейском союзе и НАТО);
- Вена (представительство при международных организациях, включая ОБСЕ);
- Нью-Йорк (постоянное представительство при ООН);
- Женева (постоянное представительство при Отделении ООН);
- Париж (постоянное представительство при ЮНЕСКО);
- Страсбург (постоянная миссия при Совете Европы).